# Colluto
Colluto (Licopoli, ... – ...; fl. fine V secolo) è stato un poeta egiziano.

## Biografia
Colluto era originario di Licopoli (l'attuale città di Asyūṭ), all'epoca sede vescovile della provincia romana della Tebaide Prima nella diocesi civile di Egitto. Essa faceva parte del patriarcato di Alessandria ed era suffraganea dell'arcidiocesi di Antinoe. Riguardo all'epoca, secondo la Suda, Colluto visse all'epoca dell'imperatore Anastasio I (491-518) e si situa nella tendenza di rielaborazione dell'epica mitologica in senso classicistico, nella linea di Quinto Smirneo e Trifiodoro.

## Opere
Secondo il lessico Suda, Colluto fu autore di due poemi, Storie di Calidone in sei libri e Storie Persiane, anche se a noi resta solo un epillio in 394 esametri, la ῾Αρπαγὴ τῆς ῾Ελένης  (Harpaghè tês Helénes, «Il ratto di Elena»), in cui si racconta il rapimento di Elena da parte di Paride che scatenò la guerra di Troia. 
Il tema del rapimento di Elena era già stato trattato nei Canti Ciprii, generalmente attribuiti in epoca pre-ellenistica a Omero, ma la critica più recente tende a porre alla base della rielaborazione di Colluto un epillio di analogo argomento risalente all'età alessandrina. Dopo una breve invocazione alle Ninfe, il poeta descrive nei particolari le nozze di Peleo e Teti, il giudizio di Paride e la partenza del principe troiano per Sparta, dove incontra e seduce Elena che, partendo, si congeda dalla figlioletta Ermione, con il cui lamento l'epillio si conclude.
L'opera di Colluto, ritrovata dal cardinale Bessarione, fu edita per la prima volta da Aldo Manuzio nel 1521 insieme a quella di Quinto Smirneo e Trifiodoro; fu tradotta in versi da Corradino dall'Aglio, che la pubblicò a Venezia nel 1741.
Il giudizio dei critici su Colluto è sempre stato unanime e la sua mediocrità non è mai stata messa in discussione, anche se in alcuni riferimenti egli mostra una discreta erudizione mitologica risalente alla lettura dei poeti ellenistici. Nella sua Storia della letteratura greca, comunque, Albin Lesky afferma che il suo poema avrebbe potuto perdersi senza rimpianti; Gottfried Hermann, tuttavia, nei suoi Opuscula, racconta di aver risposto, a chi gli chiedeva perché perdesse tempo a emendare Colluto, che i filologi, come i medici, non devono rifiutare la loro attenzione a nessuno che ne abbia bisogno.